# Dawangtan Shuiku
Dawangtan Shuiku (kinesiska: 大王滩水库) är en reservoar i Kina. Den ligger i den autonoma regionen Guangxi, i den södra delen av landet, omkring 26 kilometer söder om regionhuvudstaden Nanning. Dawangtan Shuiku ligger 106 meter över havet. Arean är 8,5 kvadratkilometer. I omgivningarna runt Dawangtan Shuiku växer huvudsakligen savannskog. Den sträcker sig 8,4 kilometer i nord-sydlig riktning, och 5,3 kilometer i öst-västlig riktning.
Genomsnittlig årsnederbörd är 2 017 millimeter. Den regnigaste månaden är augusti, med i genomsnitt 423 mm nederbörd, och den torraste är januari, med 34 mm nederbörd.